# Страхиња Јовановић
Страхиња Јовановић (Лесковац, 1. јуна 1999) српски је фудбалер који тренутно наступа за Радник из Бијељине.

## Каријера
Страхиња Јовановић је као рођени Лесковчанин у млађим категоријама носио дрес локалне Слоге, а потом и београдског Партизана. Почетком 2017. године уступљен је Телеоптику, са којим је учествовао у освајању Српске лиге Београд за такмичарску 2016/17. Прошао је летње припреме са првим тимом Партизана, а после тога је до краја године остао до краја календарске године. Почетком 2018. прекинут је споразум о уступању развојном клубу, те се Јовановић прикључио првотимцима и задужио дрес са бројем 90. Дебитовао је 5. маја исте године на првенственом сусрету са крушевачким Напретком.
Наредног лета, Јовановић је уступљен новосадском Пролетеру, претходно освајачу Прве лиге Србије. Ту је провео први део такмичарске 2018/19. а затим се вратио у Партизан. Касније је још једну полусезону провео у редовима Телеоптика. Био је део првог тима Партизана до краја 2019. године, а затим је потписао уговор на три и по године са Спартаком из Суботице. Сарадња је прекинута након годину и по дана. У септембру 2021, Јовановић је потписао једногодишњи уговор са Жарковом. У јуну 2022. потписао је за Железничар из Панчева. Две године касније прешао је у Радник из Бијељине.

## Репрезентација
Јовановић је био члан млађих репрезентативних селекција Србије. За младу репрезентацију Србије дебитовао је код селектора Горана Ђоровића у пријатељској утакмици против екипе Катара, одиграној у Дохи 17. децембра 2017.

## Статистика

### Клупска
Ажурирано 27. децембра 2021.
|                               |          |                     |    |   |   |   |   |   |    |   |    |   |  |  |
| Телеоптик (позајмица)         | 2016/17. | Српска лига Београд | 7  | 3 | — | — | — | — | —  | — | 7  | 3 |  |  |
| Телеоптик (позајмица)         | 2017/18. | Прва лига Србије    | 9  | 2 | — | — | — | — | —  | — | 9  | 2 |  |  |
| Телеоптик (позајмица)         | 2018/19. | Прва лига Србије    | 14 | 1 | — | — | — | — | —  | — | 14 | 1 |  |  |
| Телеоптик (позајмица)         | Укупно   | Укупно              | 30 | 6 | — | — | — | — | —  | — | 30 | 6 |  |  |
|                               |          |                     |    |   |   |   |   |   |    |   |    |   |  |  |
| Партизан                      | 2017/18. | Суперлига Србије    | 2  | 0 | 0 | 0 | — | — | —  | — | 2  | 0 |  |  |
|                               |          |                     |    |   |   |   |   |   |    |   |    |   |  |  |
| Пролетер Нови Сад (позајмица) | 2018/19. | Суперлига Србије    | 10 | 0 | 1 | 1 | — | — | —  | — | 11 | 1 |  |  |
|                               |          |                     |    |   |   |   |   |   |    |   |    |   |  |  |
| Партизан                      | 2019/20. | Суперлига Србије    | 1  | 0 | 1 | 0 | 0 | 0 | —  | — | 2  | 0 |  |  |
| Партизан                      | Укупно   | Укупно              | 3  | 0 | 1 | 0 | 0 | 0 | —  | — | 4  | 0 |  |  |
|                               |          |                     |    |   |   |   |   |   |    |   |    |   |  |  |
| Спартак Суботица              | 2019/20. | Суперлига Србије    | 5  | 0 | 1 | 0 | — | — | —  | — | 6  | 0 |  |  |
| Спартак Суботица              | 2020/21. | Суперлига Србије    | 16 | 0 | 2 | 0 | — | — | —  | — | 18 | 0 |  |  |
| Спартак Суботица              | Укупно   | Укупно              | 21 | 0 | 3 | 0 | — | — | —  | — | 24 | 0 |  |  |
|                               |          |                     |    |   |   |   |   |   |    |   |    |   |  |  |
| Жарково                       | 2021/22. | Прва лига Србије    | 16 | 2 | 1 | 0 | — | — | —  | — | 17 | 2 |  |  |
|                               |          |                     |    |   |   |   |   |   |    |   |    |   |  |  |
| Каријера                      | 80       | 8                   | 6  | 1 | 0 | 0 | — | — | 86 | 9 |    |   |  |  |
|                               |          |                     |    |   |   |   |   |   |    |   |    |   |  |  |

## Трофеји
Телеоптик
- Српска лига Београд : 2016/17.[8]

Партизан
- Куп Србије : 2017/18.[35]